# Giuseppe Viscovich
Il conte Giuseppe Viscovich (Perasto, 1728 – Perasto, 1804) è stato un militare italiano.
Fu l'ultimo capitano veneziano di Perasto (oggi in Montenegro), ultimo territorio rimasto fedele alla Serenissima.

## IlGiuramento di Perasto
Il 23 agosto del 1797, dopo più di tre mesi dalla caduta della repubblica di Venezia per mano francese, i cittadini di Perasto si radunarono davanti al palazzo del Capitano della città per seppellire il gonfalone della serenissima. Davanti alla folla inginocchiata, il Capitano Giuseppe Viscovich tenne un discorso in lingua slava serbo-croata: il Giuramento di Perasto, altrimenti conosciuto come Ti co nu, nu co ti (nella traduzione in veneto). La cerimonia consistette nel saluto dei vecchi vessilli e dei nuovi, e fu fatta in due lingue.
In Italiano:
I nostri figli sapranno da noi, e la storia farà sapere all'Europa intera, che Perasto ha sostenuto fino agli estremi sospiri la gloria del vessillo veneto, onorandolo con quest'atto solenne, e deponendolo irrigato di lagrime universali ed acerbissime.
Esaliamo pur, miei concittadini, esaliamo il nostro dolore col nostro pianto; ma in mezzo a questi ultimi solenni sentimento con cui suggelliamo la gloriosa carriera da noi percorsa sotto il serenissimo veneto governo, rivolgiamoci tutti verso quest'amara insegna, e sfoghiamo la nostra afflizione così:
O vessillo adorato!
Dopo trecentosettantasett'anni, che ti possediamo senza interruzione, la nostra fede e il valor nostro ti conservò sempre intatto non men sul mare, che ovunque fosti chiamato dai nemici tuoi, che furono pur quelli della religione.
Per trecentosettantasett'anni le nostre sostanze, il nostro sangue, le vite nostre ti furono sempre consacrate, e da che tu fosti con noi, e noi con te fummo sempre felicissimi, fummo sul mare illustri e vittoriosi sempre. Niuno con te ci vie mai fuggire, niuno con te ci poté vincer mai.
Se li soli tempi presenti, infelicissimi per imprevidenza, per viziati costumi, per dissensioni, per arbitrii illegali offendenti lla natura e il jus delle genti, tue sarebbero state sempre le nostre sostanze, il sangue e le vite nostre, e piuttosto che vederti vinto e disonorato da alcuni dei tuoi, il nostro valore, la fedeltà nostra, avrebbero preferito di restare sepolti con te.
Ma poiché altro a fare non ci resta per te, sia il nostro cuore la tua tomba onorata, e la nostra desolazione il più grande ed esteso tuo elogio.»
(Traduzione di Francesco Viscovich in Storia di Perasto)
In veneto:
Savarà da nu i nostri fioli, e la storia de’l zorno la farà saver a tuta l'Europa, che Perasto la ga denjamente sostenjudo fin a l’ùltimo l'onor de’l Veneto Gonfalon, onoràndolo co ‘sto ato solene, e deponéndolo mojo de’l nostro universal sai amaro pianto.
Sfoghémose, sitadini sfoghémose pur, e in ‘sti nostri ùltimi sentimenti e co lori sizilemo la nostra glorioza cariera corsa soto a’l Serenìsimo Veneto Governo, rivolzémose verso ‘sta Insenja che lo raprezenta, e so de ela sfoghemo el nostro dolor.
Par trezentosetantasete ani le nostre sostanse, el nostro sangue, le nostre vite le ze stàe senpre par Ti, o San Marco: e sai fedeli senpre se avemo reputà Ti co nu, nu co Ti; e senpre co Ti so’l mar nu semo stài ilustri e vitoriozi. Nisun co Ti el ne ga visto scanpar, nisun co Ti el ne ga visto vinti e spaurozi!
E se i tenpi prezenti, sai infelisi par inprevidensa, par desension, par arbitri ilegali, par visi ofendenti la natura e el gius de le zente, par Ti in perpetuo sarave le nostre sostanse, el nostro sangue, la vita nostra e, pitosto che véderTe vinto e dezonorà da i toi, el corazo nostro, la nostra fede la se avarave sepelìo soto de Ti! Ma za che altro no’l ne resta da far par Ti, el nostro cor el sia la sai onorada to tonba, e el pì puro e el pì grando to elozo le nostre làgreme!»
Dopo aver letto questo proclama, il conte Viscovich si sarebbe rivolto a un suo pronipote presente alla scena, sempre in lingua slava:
Il conte Viscovich fu, inoltre, il primo a baciare il gonfalone repubblicano e a bagnarlo delle proprie lacrime. Quando tutti i cittadini le ebbero reso omaggio, la bandiera raffigurante il leone marciano fu raccolta in un bacile d'argento e fu trasportata dal Luogotenente e da due Giudici della comunità nella chiesa parrocchiale dove, chiusa in una cassetta, fu seppellita sotto l'altar maggiore della chiesa cittadina. Dopo che furono tutti usciti dalla chiesa, fu issata la nuova insegna salutata da colpi di cannone, allo stesso modo in cui si era salutata l'insegna della Repubblica veneziana. La gente presente tornò quindi dentro la chiesa, fu cantato l'oremus pro Imperatore e si celebrò la messa. Così si concluse la storia veneziana del luogo dopo quattro secoli.

### La lingua utilizzata da Viscovich
Il celebre discorso tramandato come Ti co nu, nu co Ti (Ti s nami, a mi s Tobom) fu pronunciato in serbo-croato. Di esso sono state fatte varie traduzioni in modo da dar maggior risonanza sia all'evento che al suo sincero e sentito messaggio, affinché tale commiato non rimanesse un evento locale ma venisse trasmesso alle genti d'Europa. Ciò è riferito sia dai documenti conservati nell'archivio della chiesa parrocchiale di San Nicola di Perasto che riflesso anche nella Storia di Perasto scritta da Francesco Viscovich, nipote del conte Giuseppe Viscovich, autore del discorso in oggetto.

	
L'opera venne pubblicata a Trieste nel 1898 e Francesco Viscovich trascrive nella sua opera il testo originale e la traduzione italiana anteponendovi le seguenti parole:
La versione italiana del giuramento venne precedentemente riportata anche dalla scrittrice Giustina Renier Michiel nella sua opera Origine delle Feste Veneziane (stampata nel 1817 in francese e 1829 in italiano). Il già citato Francesco Viscovich affermò che il testo riportato in italiano della scrittrice veneziana fu tradotto probabilmente dallo stesso conte Viscovich.
Tra le varie traduzioni una delle più celebri è quella in lingua veneta di Cesare Cantù inclusa nella sua Della letteratura italiana (stampata nel 1865). Questa probabilmente attinse dall'opera del canonico originario di Perasto Vincenzo Ballovich intitolata Notizie intorno alla miracolosa immagine di Maria Vergine Santissima detta dello Scarpello e del suo celebre Santuario (1823), il quale riportava il giuramento in lingua italiana.

### Gabriele D'Annunzio
L'espressione Ti con nu, nu con ti verrà ripresa nel 1919 dal poeta Gabriele D'Annunzio nella Lettera ai Dalmati pubblicata a Venezia, in cui esortava i veneziani e i dalmati all'insurrezione per l'annessione al Regno d'Italia degli ex territori della Serenissima, e sarà il motto della "Squadra [aerea] di San Marco" o "la Serenissima" da lui comandata.